# Primipilo
Primipilo (em latim: Primipilus), primeiro pilo ou primeiro lanceiro (primus pilus ou primi pilus) era o centurião da primeira centúria da primeira coorte de uma legião romana. Era a categoria máxima que um soldado raso podia atingir no exército romano posterior às reformas de Mário, para o qual devia permanecer em filas muito tempo, demonstrar valor e sensatez, e ser capaz de exercer adequadamente a liderança sobre os seus soldados, e servir como exemplo.
Sob as suas ordens encontravam-se todos os demais centuriões e soldados da legião e acima dele somente se encontravam o legado da legião (legatus legionis), o tribuno laticlávio e o prefeito do acampamento. Pela sua experiência participava nas reuniões de estado maior.
O cargo de centurião primipilo (centurio primus pilus) era exercido por apenas um ano, transcorrido o qual a maioria deles era licenciados e ingressavam na ordem equestre, como cavaleiros romanos, o que lhes dava direito a participarem na vida da comunidade urbana na que se instalassem e a aspirar ao cursus honorum dos equestres romanos (equites romani), ou bem a assentar-se em Roma e assessorar diretamente o imperador e os seus generais. Contudo, uns poucos primipilares permaneciam no exército, quer na raríssima categoria de segundo primipilo (primus pilus bis), quer como prefeito do acampamento de uma legião.